# Andrea Raaholt
Andrea Raaholt (* 17. April 1996 in Ålesund) ist eine ehemalige norwegische Tennisspielerin.

## Karriere
Raaholt spielte vor allem auf Turnieren der ITF Women’s World Tennis Tour. Ihr erster großer Erfolg im Einzel war der Viertelfinaleinzug im November 2015 beim $10.000-Turnier in Oslo, wo sie ihrer Landsfrau Melanie Stokke mit 2:6 und 4:6 unterlag. Am 4. Juni 2016 erreichte sie mit ihrer Partnerin Jasmina Tinjić beim mit 10.000 US-Dollar dotierten Turnier in Madrid das Finale im Doppel, wo sie gegen Marcela Zacarías und Renata Zarazúa mit 4:6 und 4:6 verloren.
Raaholt spielte 2013 und 2016 für die norwegische Fed-Cup-Mannschaft, wo sie von vier Doppeln drei gewinnen konnte.
Ihr letztes Profiturnier bestritt sie im August 2017 und wird seit Juli 2017 nicht mehr in den Weltranglisten geführt.

## Persönliches
Ihre Mutter Amy Jönsson Raaholt war ebenfalls Tennisprofi.